# Тек-хаус
Тек-хаус (англ. tech house) — стилистическое направление в танцевальной электронной музыке, появившееся под влиянием техно и минимал-техно на хаус музыку. Тек-хаус являлся самой ранней популяризацией движения «минимал», которое противопоставлялось европейскому движению «рейв» в 1990-х. Как результат, стиль подчёркивается более медленным темпом, относительной глухостью бас-бочки и несложным, минимальным набором ударных инструментов. В клубах такие композиции обычно игрались задним фоном, в отличие от более танцевальных стилей прогрессив-хауса и пампинг-хауса.
До недавнего времени многие путали тек-хаус с достаточно родственным ему дип-хаусом, тем не менее между стилями есть различие. Во-первых, тек-хаус мелодичнее и ритмичнее дип-хауса (это выражается даже в более убыстрённом темпе: 128—130 BPM против 122—125; хотя в современном дип-хаусе встречаются ответвления, темп которых тоже довольно убыстрён), также барабанная партия имеет во многих случаях свинговые элементы (в основном хай-хэты и перкуссия). Во-вторых, тек-хаус зачастую не имеет чётко-выраженной басовой подкладки («sub»), и «глубина» частот выражается бочкой. В-третьих, в тек-хаусе редко присутствует вокал, а даже когда он есть, то пения практически нет, а произношение слов минимально и однотонно, также можно встретить вокальные нарезки и растянутые фразы, в то время как в дипе всё больше и больше присутствует исполнительный вокал.

## История

### Истоки
Впервые термин «тек-хаус» прозвучал в 1994 году в отдельных клубах Великобритании («The Drop», «Heart & Soul», «Wiggle», «Subterrain»), последователи которых предпочитали музыкальную техно-тематику американских диджеев из Детройта и Чикаго. Вскоре такие английские диджеи как Mr. C, Эдди Ричардс (англ. Eddie Richards) и Тэрри Фрэнсис (англ. Terry Francis) в своих миксах соединяли традиционную структуру хаус музыки с даб-версиями гэриджных треков и жесткими вариациями на тему техно. Уже в следующем году тек-хаус обрёл общую клубную известность по таким мегаполисам как Лондон, Ливерпуль и Манчестер.
Спустя ещё пару лет, в 1997 году уже известный к тому времени продюсер и резидент клуба «Cream» Стив Лоулер выпустил первую CD-компиляцию «Dark Drums», ставшую рекордным сборником релизов в стиле тек-хауса на мировой арене. Стилевую тенденцию вскоре подхватили американский дуэт «Wamdue Project» (King of My Castle), бельгийское трио «Technotronic» и финн «Luomo», а также другие мировые диджеи.

### Расцвет
Наибольшее распространение в массы данное направление получило к 2000 году благодаря лейблу Plastic City, в частности, Jean F. Cochois (Timewriter) и Norman Feller (Terry Lee Brown Jr.). Они принесли в данный стиль более звучания из набирающего известность родственного поджанра дип-хаус, что добавило красоты и «сочности» звуку. Многие компиляции Джона Дигвида также могут быть охарактеризованы, как относящиеся к стилю Тек-хаус. Тем не менее, в дальнейшем это слияние также сказалось и на том, что к концу 2000-х годов звучание тек-хауса и дип-хауса фактически слились воедино. Сегодня эти термины почти не различают между собой.
К 2002 году на современный тек-хаус начали оказывать значительное воздействие пампинг-хаус и электроклэш. Например, в треках дуэтов «Sono» и «Dirty Vegas» можно ощутить непосредственное влияние последнего, а мировая композиция «Satisfaction» диджея Бенни Бенасси, позднее отнесённая к электро-хаусу, продолжительное время категоризировалась как Electro Tech или Pumptech.

### После 2005 года
Впоследствии популяризации электро-хауса как отдельного стиля хаус музыки, понятие «тек-хаус» практически распалось на менее корректное описание поджанров дип-хауса и микрохауса, многие из которых всё же были разработаны теми же диджеями, что начинали свою карьеру с тек-хауса. Как результат, локальная (и даже немного культовая) популярность закрепилась за многочисленными клубами Англии, Нидерландов, Германии и США. Применяя термин в коммерческой сфере, некоторые продюсеры также продают пресеты для стилей минимал, разработанные для удобства создания музыки на цифровых редакторах.

## Используемая литература
- Mothersole, D. — The A to Z of Techno part 3//Muzik magazine — № 56, 2000;